# Борман, Мартин
Ма́ртин Лю́двиг Бо́рман (нем. Martin Ludwig Bormann; 17 июня 1900[…] или 17 июля 1900, Хальберштадт, Саксония-Анхальт — 2 мая 1945[…], Берлин) — немецкий государственный и политический деятель, начальник Партийной канцелярии НСДАП (1941—1945), личный секретарь фюрера (1943—1945), рейхсминистр по делам партии (30 апреля — 2 мая 1945), начальник Штаба заместителя фюрера (1933—1941), рейхсляйтер (1933—1945), обергруппенфюрер СС (1940). К концу Второй мировой войны приобрёл значительное влияние как личный секретарь, контролируя потоки информации и доступ к рейхсканцлеру Германии Адольфу Гитлеру.
В 1922 году вступил во фрайкор. За соучастие в совершённом Рудольфом Хёссом убийстве Вальтера Кадова, обвинённого нацистами в предательстве Лео Шлагетера, провёл почти год в тюрьме. В 1927 году вступил в НСДАП, где работал в страховом отделе, в 1937 году — в СС. В 1933 году был назначен начальником штаба заместителя фюрера Рудольфа Гесса.
Использовал служебное положение для расширения собственного влияния и создания бюрократического аппарата. С 1935 года исполняя обязанности личного секретаря фюрера (в 1943 году Борман был официально утверждён на этот пост), входил в ближний круг Гитлера и всюду его сопровождал, организуя начальнику брифинги и предоставляя ему сводки событий. После того как 10 мая 1941 года Гесс самовольно вылетел в Британию, Борман занял пост начальника Партийной канцелярии НСДАП, приняв на себя обязанности бывшего заместителя фюрера. Борман утверждал назначение гражданских руководителей и принятие нового законодательства, к концу 1943 года де-факто сконцентрировав контроль над внутренней политикой в собственных руках. Из-за возросшего влияния приобрёл много соперников в лице Геббельса, Шпеера, Геринга и других нацистских лидеров. Был одним из главных сторонников гонений на христианскую церковь и преследования евреев и славян на оккупированных Германией территориях.
16 января 1945 года вслед за Гитлером переехал в Фюрербункер. После того как его начальник покончил с собой, 2 мая в составе группы покинул рейхсканцелярию. Совершил самоубийство вместе с доктором Людвигом Штумпфеггером на мосту близ Лертского вокзала. За военные преступления и преступления против человечества на Нюрнбергском трибунале был заочно приговорён к смертной казни через повешение. В 1972 году при ремонте дороги были обнаружены останки Бормана. Экспертиза ДНК, проведённая в 1998 году, окончательно доказала, что это труп Бормана.

## Ранняя жизнь
Мартин Борман родился в лютеранской семье. Отец его, Теодор Борман, был почтовым служащим. У Мартина были единокровные брат и сестра от первого брака отца и родной брат Альберт. В 1903 году отец скончался, и мать снова вышла замуж. Мартин учился на фермера в одном из поместий:79, в июне 1918 года был призван в армию и зачислен в 55-й полевой артиллерийский полк, но на фронт так и не попал, оставаясь на гарнизонной службе в Наумбурге:10. В феврале следующего года Борман был демобилизован. Некоторое время он работал на кормовой мельнице, затем нанялся управляющим большого фермерского хозяйства в Мекленбурге и вступил в антисемитскую землевладельческую организацию. В ходе экономического кризиса и гиперинфляции участились случаи хищения запасов продовольствия с ферм, и многие землевладельцы нанимали отряды фрайкора для охраны. Место работы Бормана не стало исключением, и в 1922 году он вступил в одно из таких подразделений под предводительством Герхарда Россбаха, где служил командиром отделения и казначеем.
17 марта 1924 года за помощь своему другу Рудольфу Хёссу в убийстве школьного учителя Вальтера Кадова Борман был приговорён к году тюремного заключения. Преступники были убеждены, что погибший выдал французским оккупационным властям планы верного члена фрайкора Лео Шлагетера по саботажу объектов французской промышленности. Шлагетер был арестован и 23 мая 1923 казнён. В ночь на 31 мая Хёсс, Борман и группа их соучастников вывезли Кадова за город, где избили его, а затем перерезали горло. После признания одного из нападавших полиция обнаружила тело, и в июле убийцам было предъявлено обвинение. В феврале 1925 года Борман был условно-досрочно освобождён и вернулся на работу, пока в мае следующего года не переехал к матери в Тюрингию.

## Начало партийной карьеры
В 1927 году Борман вступил в НСДАП, после чего устроился на работу в пропагандистскую газету, принадлежавшую заместителю гауляйтера Тюрингии, затем трудился пресс-секретарём гау, однако недостаток ораторского мастерства вынудил Бормана оставить журналистику и устроиться на хозяйственную работу в штабе гау. В октябре 1928 года Борман переехал в Мюнхен, где трудился в страховом отделе верховного руководства СА. Изначально НСДАП выплачивала компенсации раненым и семьям убитых в столкновениях с политическими противниками через страховые компании, однако с отказом последних от этой практики в 1930 году Борман создал партийную кассу взаимопомощи, куда шли доходы, часть из которых использовалась в благотворительных целях. Каждый член НСДАП был обязан платить отчисления в фонд, за что плательщику гарантировалась компенсация увечий, полученных в ходе партийной деятельности. Выплаты из фонда осуществлялись на усмотрение Бормана. В крайних случаях касса служила источником средств, которых в тот период хронически недоставало. После успеха НСДАП на парламентских выборах 1930 года, в ходе которых партия заполучила 107 мест, число её членов сильно возросло, и к 1932 году в фонд поступало около 3 миллионов рейхсмарок ежегодно.
В 1928—1930 годах в руководстве СА Борман также отвечал за кадровые вопросы. Он основал Национал-социалистический автомобильный корпус, предшественник Национал-социалистического механизированного корпуса, координировавший эксплуатацию принадлежавшего членам партии транспорта, позже стал отвечать и за обучение их вождению.

## Рейхсляйтер и начальник партийной канцелярии
После прихода партии к власти в январе 1933 года партийная касса была переориентирована на страхование жизни и имущества, и должность Бормана утратила карьерные перспективы. Он обратился с письмом к Рудольфу Гессу, недавно назначенному заместителем фюрера, и попросил взять его на какую-нибудь должность в политической организации НСДАП:95. 1 июля он был назначен начальником Штаба заместителя фюрера Рудольфа Гесса, с 4 июля того же года по май 1941 года также был личным секретарём Гесса. Штаб отвечал за разрешение конфликтов внутри НСДАП и служил промежуточным звеном между ней и государством: регулировал законодательные и управленческие вопросы, частично дублируя функции министерства внутренних дел. 10 октября Борману было присвоено высшее партийное звание рейхсляйтера, в ноябре он был избран депутатом рейхстага. 1 января 1937 года Борман вступил в СС. В 1938 году указом Гиммлера в знак принадлежности к старым бойцам Борману был присвоен номер билета 555. К июню 1934 года Борман вошёл в ближний круг Гитлера.
В 1935 году Борман получил задание проконтролировать строительные работы в Бергхофе, резиденции фюрера в Оберзальцберге. В начале 1930-х годов Гитлер приобрёл поместье, которое с 1925 года снимал для отдыха. С назначением рейхсканцлером фюрер намеревался расширить и перестроить особняк, поручив работы Борману. На его плечах также лежала ответственность за сооружение инфраструктуры комплекса, внутри которого стали селиться члены окружения фюрера, в том числе и сам Борман. Он выступил с инициативой постройки Кельштайнхауса, чайного домика в горах над Бергхофом, и подарил строение Гитлеру на его 50-й день рождения в 1939 году. Фюрер редко посещал Кельштайнхаус, зато Борману нравилось производить домиком впечатление на гостей.
Постоянно присутствуя при Гитлере, когда тот пребывал в Бергхофе, неотлучно сопровождая фюрера в поездках, Борман начал исполнять обязанности его личного секретаря, в том числе конспектируя беседы начальника, позже опубликованные отдельной книгой, и осуществлять контроль за его финансами — доходами от продаж «Майн Кампф» и размещения его портрета на почтовых марках. Борман возглавлял Немецкий торгово-промышленный фонд Адольфа Гитлера, куда в первую очередь для нужд последнего поступали средства от немецких промышленников, расходовавшиеся также различными партийными функционерами. В 1938 году Борман был назначен организатором очередного партийного съезда в Нюрнберге.

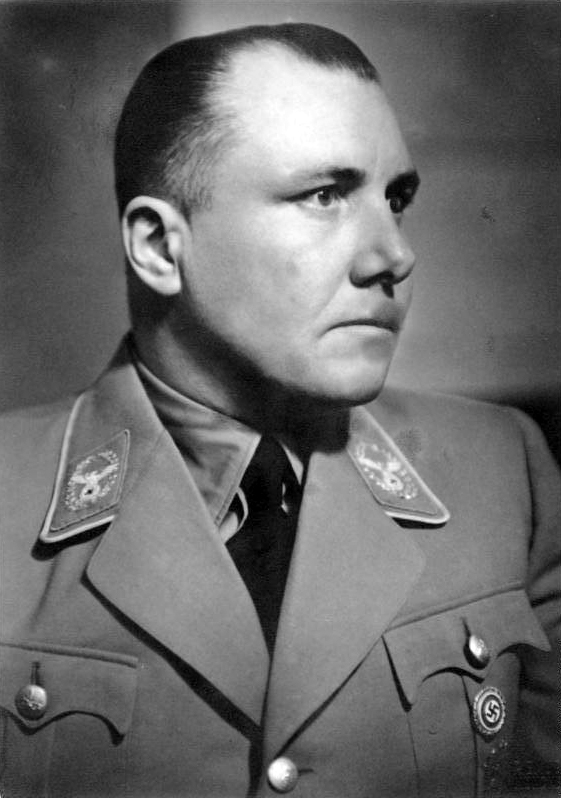
Борман в 1939 году

В целях укрепления собственной власти фюрер стравливал членов партийной элиты между собой и НСДАП с государственными институтами. Обыкновенно он лично отдавал устные указания или передавал их через Бормана. Попадание в немилость последнего означало перекрытие доступа к Гитлеру. Своими интригами Борман ограничил власть Геббельса, Геринга, Гиммлера и других высокопоставленных партийных функционеров, вызвав их личную неприязнь.
С началом Второй мировой войны фюрер сконцентрировался на внешней политике и боевых действиях. Гесс, не принимавший участия в этом, вскоре стал отдаляться от Гитлера, и Борман заменил заместителя фюрера во многих из его обязанностей. Гесс был обеспокоен возможностью войны на два фронта с началом вторжения в СССР и 10 мая 1941 года в одиночку вылетел в Великобританию для мирных переговоров, по прибытии был арестован и провёл остаток войны в заключении. В 1946 году на Нюрнбергском процессе бывший заместитель фюрера за военные преступления был приговорён к пожизненному заключению. Гитлер расценил поступок Гесса как личное предательство и заочно приговорил его к смертной казни. 12 мая пост заместителя фюрера был упразднён, его функции переданы Партийной канцелярии. В новой должности Борман утверждал назначение на партийные должности и был подотчётен лишь Гитлеру. Указом фюрера от 29 мая 1941 года Мартин Борман был наделён полномочиями рейхсминистра и тем самым вошёл в состав имперского правительства и совета министров обороны империи:150—151.
Власть и влияние начальника Партийной канцелярии с ходом войны только возросли. В начале 1943 года Германский Рейх начал ощущать недостаток рабочей силы, и по приказу Гитлера в целях централизации контроля над военной экономикой был создан комитет из трёх членов, куда вошли глава рейхсканцелярии Ганс Ламмерс от государства, от вооружённых сил — начальник Верховного командования вермахта фельдмаршал Кейтель и контролировавший партию Борман. «Комитет трёх» выдвигал свои предложения независимо от министров, однако последнее слово в большинстве случаев оставалось за фюрером. Опасавшиеся за свою власть государственные функционеры, в том числе Геббельс, Геринг и рейхсминистр вооружений и военной промышленности Шпеер, ополчились против комитета, но не достигли успеха в ограничении его влияния.

### Антицерковная кампания
Несмотря на то, что программа НСДАП от 1924 года упоминала веротерпимость и заключение договора с Ватиканом, подписанного в 1933 году и предусматривавшего свободу католического вероисповедания, Гитлер считал, что религия несовместима с национал-социализмом, в чём его активно поддержал Борман, негативно относившийся к христианству и в 1941 году публично заявивший о противоположности нацистской идеологии и этой религии. В политических целях фюрер планировал отложить окончательное уничтожение церкви до окончания войны, однако его постоянное осуждение религии убедили его подчинённых в необходимости продолжения «борьбы с церковью».
В феврале 1937 года Борман издал указ о недопустимости принятия членов духовенства в партию, исключении таковых из неё и необходимости выхода из НСДАП по рукоположению в сан. Хоть Борману и не удалось добиться закрытия теологических факультетов немецких университетов, он достиг успеха в сокращении школьного преподавания богословия до 2 часов в неделю и заставил убрать распятия из классов. По словам личного архитектора Гитлера Альберта Шпеера, при работе над проектом послевоенного Берлина «Столица мира Германия» Борман заявил Шпееру, что в Берлине будущего не должно быть предусмотрено мест для храмов.
В рамках кампании против католической церкви сотни монастырей в Германии и Австрии были конфискованы гестапо, их обитатели выкинуты на улицу. В 1941 году католический епископ Мюнстера Август фон Гален в серии проповедей публично осудил антирелигиозные гонения и акцию T-4, нацистскую программу по принудительной эвтаназии инвалидов и неизлечимо больных, вызвав широкий протест духовенства против действий властей. Борман призвал Гитлера повесить мятежного епископа, однако фюрер и Геббельс из опасений придания фон Галену в таком случае статуса мученика и усиления протестных настроений не согласились с рейхсляйтером. Гитлер отложил решение вопроса до завершения войны.

## Личный секретарь фюрера
Загруженный военными вопросами и проводивший большую часть времени в своих ставках на Восточном фронте, Гитлер стал всё больше и больше полагаться на Бормана в вопросах внутренней политики. 12 апреля 1943 года он был официально назначен на должность личного секретаря фюрера. Новый пост позволил Борману, и так де-факто регулировавшему внутригерманские вопросы, официально закрепить свою власть.
Рейхсляйтер являлся неизменным сторонником предельно жёстких мер по отношению к евреям, жителям оккупированных территорий на Востоке и военнопленным: Борман подписал указы от 31 мая 1941 года о распространении действия расовых законов на восточные зоны оккупации, 9 октября 1942 года — о необходимости решения еврейского вопроса уничтожением (в тексте говорилось о «беспощадном применении силы») евреев в лагерях смерти, 1 июля 1943 года — о передаче полномочий по решению еврейского вопроса гестапо и лично Адольфу Эйхману. Зная, что Гитлер считал славян недолюдьми, Борман противился введению немецкого уголовного права на завоёванных восточных территориях и вместо этого поспособствовал введению военного положения для местных поляков и евреев. В указе, изданном 4 декабря 1941 года, для них вводились телесные наказания и смертная казнь даже за незначительные правонарушения.
Личный секретарь фюрера поддерживал террор рейхскомиссара Украины Эриха Коха против славянского населения, чему противился министр оккупированных восточных территорий Альфред Розенберг, бывший сторонником более лояльного отношения к местным жителям. После посещения колхозов близ Винницы обеспокоенный хорошим здоровьем и телосложением населения Борман, считая это возможной угрозой режиму, проконсультировался с Гитлером и направил Розенбергу директиву, в которой писал: 

Славяне предназначены для работы на нас. Пока мы в них не нуждаемся, они могут гибнуть. Плодовитость славян нежелательна. Их образование опасно. Что до пищи, то пусть получают не более необходимого. Мы их хозяева; наши интересы стоят во главе угла.— 
Вместе с Гиммлером Борман разделил ответственность за создание 18 октября 1944 года фольксштурма, отвечая за его организацию. Это народное ополчение, состоявшее из всех годных к службе мужчин в возрасте от 16 до 60 лет, плохо подготовленное и вооружённое, потеряло около 175 000 человек на Восточном фронте, не оказав какого-либо заметного влияния на продвижение советских войск.

## Фюрербункер
16 января 1945 года Гитлер переехал в бункер во дворе Имперской канцелярии в Берлине. 16 апреля Красная армия начала наступательную операцию с целью захвата немецкой столицы, к 19 апреля начав её окружение. На следующий день в свой 56-й день рождения Гитлер последний раз покинул убежище, вручив Железные кресты отличившимся бойцам Гитлерюгенда. В этот же день советская артиллерия произвела первый обстрел Берлина. 23 апреля брату Бормана Альберту в составе группы обитателей бункера фюрер приказал покинуть убежище и вылететь в Оберзальцберг. Ранним утром 29 апреля генералы Бургдорф и Кребс, Геббельс и Борман подписали завещание Гитлера, в котором Борман был назван министром по делам партии, де-факто её генеральным секретарём, и распорядителем имущества составителя, гросс-адмирал Дёниц — рейхспрезидентом, Геббельс — рейхсканцлером. В ночь с 28 на 29 апреля фюрер женился на Еве Браун. Борман и Геббельс присутствовали на свадьбе в качестве свидетелей.
30 апреля после полудня Гитлер и его жена совершили самоубийство: фюрер застрелился, Браун приняла цианид. В соответствии с указаниями покойного тела четы были сожжены во дворе рейхсканцелярии. На следующий день покончили с собой Геббельс и его жена. 2 мая войска берлинского гарнизона во главе с генералом Вейдлингом безоговорочно капитулировали.

## Смерть

### Показания Артура Аксмана
1 мая между 22:30 и 23:00 Борман покинул Фюрербункер, вместе с врачом СС Людвигом Штумпфеггером, рейхсюгендфюрером Артуром Аксманом и личным пилотом Гитлера Гансом Бауром составив группу, пытавшуюся пробиться из советского окружения. При рейхсляйтере была копия завещания фюрера. Группа пешком добралась по тоннелю метро до станции Фридрихштрассе, где вышла на поверхность. Несколько партийных функционеров, в числе которых был сопровождавшийся Штумпфеггером Борман, пытались пересечь реку Шпрее по мосту, прячась за танком «Тигр II», который был обстрелян советской артиллерией и уничтожен, в результате чего рейхсляйтер и врач СС были ранены. С третьей попытки им в составе группы беглецов удалось перейти мост. Борман, Штумпфеггер и Аксман направились вдоль железнодорожных путей к станции Лертер, где Аксман отделился от остальных. Наткнувшись на советский патруль, он повернул назад и на мосту у стрелочного перевода наткнулся на тела рейхсляйтера и врача СС. Аксман не имел времени удостовериться в причине смерти Бормана и Штумпфеггера. Так как тело Бормана поначалу не было найдено, долгие годы его судьба оставалась под вопросом.

### Показания Ганса Баура
29 апреля 2022 года ФСБ России опубликовала рассекреченный протокол допроса личного пилота Гитлера Ганса Баура, в котором утверждалось, что в ночь с 1 на 2 мая Борман попал под сильный обстрел и, предположительно, был убит.

### Дневник Бормана
В руки советских военных попал дневник Бормана. 18 мая 1945 года он якобы был отобран мастером берлинского автозавода Эрнстом Оттом у французского гражданина, рабочего по имени Андрэ, который вскоре после этого репатриировался на родину. По рассказу немцев, сдавших дневник в комендатуру города, Андрэ якобы обнаружил его в кармане кожаного пальто, полученного им от советских солдат в центральном районе Берлина. Журналисты из журнала Stern в 1965 году выяснили, что Эрнст Отт работал вблизи того места, где 8 мая 1945 года были найдены два трупа. С одного из них было снято кожаное пальто, в кармане которого был найден дневник. Эрнст Отт решил отнести его в советскую комендатуру, надеясь получить за него советский продовольственный пакет. 22 июня 1945 года перевод дневника был направлен Сталину.

### После исчезновения
В хаосе первых послевоенных дней сообщалось об обнаружении Бормана в Аргентине, Испании и других странах. Его жена была помещена под наблюдение на случай, если он свяжется с ней. Многолетний шофёр рейхсляйтера заявил, что видел его в июле 1946 года в Мюнхене. В СМИ была опубликована информация о привлечении Бормана к суду.
Трибунал в Нюрнберге начался 20 ноября 1945 года. Из-за недостатка доказательств гибели обвиняемого 15 октября 1946 года он был заочно приговорён к смертной казни через повешение за подготовку войны, военные преступления и преступления против человечности с примечанием, что в случае появления доказательств невиновности рейхсляйтера приговор может быть обжалован. Адвокат обвиняемого Фридрих Бергольд тщетно пытался убедить судей в том, что его подзащитный мёртв, а его власть была не столь широка, что Бергольду не удалось доказать из-за тайного характера действий Бормана. Суд постановил, что на нём лежит ответственность за создание и опубликование большей части немецкого антисемитского законодательства.
На протяжении многих лет предпринимались попытки установить местонахождение рейхсляйтера, в том числе ЦРУ и правительством ФРГ. Последнее в 1964 году предложило вознаграждение в 100 000 марок за информацию, которая поможет в поимке Бормана. Сын Мартина Бормана, Мартин Адольф рассказывал, что начиная с 1945 года было опубликовано 6400 различных публикаций об обнаружении его отца в другой стране, а сам он получил сотни писем от разных людей, якобы видевших его отца. О его обнаружении продолжали поступать сообщения со всего мира. В 1971 году западногерманское правительство прекратило поиски. Исчезновение Бормана стало темой для сотен книг, в которых зачастую излагались 
конспирологические версии:
- Британский разведчик Кристофер Крейтон написал книгу «Загадка Бормана», в которой утверждал, что Борман при содействии британской разведки сменил внешность и умер в Парагвае в 1959 году.
- В своих мемуарах руководитель Федеральной разведывательной службы и бывший офицер нацистской разведки Рейнхард Гелен утверждал, что Борман был советским агентом и сбежал в Москву[105]. Ходили слухи, что Борман был тайно вывезен в Москву и захоронен на одном из московских кладбищ[106]. Павел Судоплатов в своих мемуарах опровергал подобные утверждения, но при этом признавал, что советская разведка пыталась ещё в 1930-е годы завербовать Бормана. По словам Судоплатова, разведчик-нелегал Борис Афанасьев познакомился с Борманом в Вене в 1930 году и позже передавал Центру характеристики и оценки личности Бормана. Попытки вербовки не увенчались успехом отчасти из-за того, что Афанасьев «засветился» в ряде операций внешней разведки[107].
- Охотник за нацистами Симон Визенталь полагал, что Борман скрывался в Южной Америке[108] — сначала в Аргентине, а потом в Чили[109], а известный венгерский писатель Ладислас Фараго[англ.] даже утверждал, что лично встречался с ним в Боливии в 1973 году.

### Обнаружение останков
В 1963 году бывший почтовый работник Альберт Крумнов сообщил полиции, что 8 мая 1945 года советские солдаты приказали ему и его коллегам похоронить два мужских трупа, обнаруженных на железнодорожном мосту близ станции Лертер. Один из погибших был одет в униформу вермахта, другой — лишь в нижнее бельё. Один из сослуживцев Крумнова обнаружил на раздетом теле расчётную книжку на имя врача СС Людвига Штумпфеггера и отдал её своему начальнику, а тот — военнослужащим Красной армии, вскоре уничтожившим документ. По словам Крумнова, погибшие были захоронены в общей могиле близ дома 63 по улице Инвалиденштрассе.
В ходе раскопок, проведённых на основе показаний Крумнова и Аксмана 20—21 июля 1965 года, останки так и не были обнаружены. 7 декабря 1972 года в ходе строительных работ в 12 метрах от указанного ранее места были найдены человеческие останки со стеклянными осколками в челюстях, что дало повод предположить отравление цианистым калием. Записи, по памяти воспроизведённые личным дантистом Гитлера доктором Блашке, помогли опознать останки Бормана. Повреждения ключицы, совпавшие с полученной при автоаварии в 1939 году травмой, размер скелета и форма черепа подтвердили гипотезу. По росту было установлено, что другие останки принадлежали Штумпфеггеру. Наложение черепов на фотографии дало полное совпадение. В начале 1973 года для подтверждения личностей погибших была осуществлена реконструкция их лиц, вскоре после чего правительство ФРГ объявило рейхсляйтера умершим. Из-за возможной надобности в дальнейших судебно-медицинских экспертизах в будущем родственникам покойного не разрешили кремировать останки.
Принадлежность обнаруженных останков Борману была окончательно доказана в 1998 году после проведённой по заказу немецкого правительства экспертизы ДНК, затем они были сожжены и развеяны над Балтийским морем 16 августа 1999 года. Несмотря на это, некоторые исследователи до сих пор отрицают официальную версию, и настаивают на том, что Мартин Борман не погиб в 1945 году.

## Оценка деятельности
Взгляды на историческую роль Бормана разнятся: Геббельс, по воспоминаниям Шпеера, охарактеризовал Бормана как «доктринёра с огромными амбициями», сам автор называл его «мастером интриги», в то время как его биограф Джеймс Макговерн считал, что нельзя однозначно сказать, слепо ли он следовал приказам Гитлера или же имел собственные цели: рейхсминистр военной промышленности писал, что распоряжения шефа Партийной канцелярии не противоречили словам Гитлера. Он ценил личного секретаря за точность и исполнительность, и в конце концов тот стал незаменим для фюрера. По мнению немецкого историка Германа Вайса, современники Бормана недооценивали его, однако после смерти сделали из рейхсляйтера козла отпущения, повесив на него преступления нацистского режима.

## Награды
Награды, полученные за годы политической службы:
- Знак Фронтбанна (1932)
- Золотой партийный знак НСДАП (1934)
- Немецкий Олимпийский почётный знак 1 класса (1936)
- Шеврон старого бойца
- Кольцо «Мёртвая голова» (1937)
- Почётная шпага рейхсфюрера СС (1937)
- Орден крови (1938)
- Бронзовая и серебряная медаль «За выслугу лет в НСДАП»
- Великий офицер и Кавалер Большого креста ордена Короны Италии

## Личная жизнь
По воспоминаниям Шпеера, рейхсляйтер отличался неотёсанностью и прямолинейностью и заискивал перед вышестоящими, но не жаловал подчинённых. Он был закрытым человеком. Макговерн предположил, что за долгие годы совместной работы служба Гитлеру стала делом жизни Бормана, и после смерти фюрера рейхсляйтер был крайне подавлен. Шеф партийной канцелярии обладал крепким здоровьем, но иногда жаловался на головные боли.
2 сентября 1929 года Борман женился на 19-летней дочери председателя Высшего партийного суда НСДАП Вальтера Буха Герде. В качестве свидетелей на свадьбе присутствовали Гитлер и Гесс. Фюрер был частым гостем в доме Бухов, где с ним и познакомился Борман. У него было несколько любовниц, в том числе актриса Маня Беренс.
В браке родились:
- Мартин Адольф (1930—2013)[128] — католический священник и миссионер, работавший в Африке. Позже вышел из сана и женился[129]. Был назван в честь своего крёстного отца Адольфа Гитлера[130];
- Ильза (1931—1958) — названа в честь своей крёстной матери Ильзы Гесс[131]. После перелёта мужа последней в Великобританию была переименована в Айке[132];
- Ирмгард (род. в 1933);
- Рудольф Герхард (род. в 1934) — назван в честь своего крёстного отца Рудольфа Гесса, после перелёта которого в Великобританию был переименован в Гельмута[132];
- Генрих Гуго (род. в 1936) — назван в честь своего крёстного отца Генриха Гиммлера;
- Ева Ута (род. в 1938);
- Герда (род. в 1940);
- Фриц Хартмут (род. в 1942);
- Фолькер (1943—1946).

После авианалёта союзников на Оберзальцберг 25 апреля 1945 года жена Бормана вместе с детьми направилась в Италию, где и скончалась 25 апреля 1946 года в Мерано от рака. Дети Бормана пережили войну и воспитывались в приютах.

## Образ Мартина Бормана в кино
- Владимир Белокуров («Секретная миссия», СССР, 1950)
- Иоахим Папе («Освобождение», СССР, 1970—1972)
- Марк Кингстон («Гитлер: Последние десять дней», Великобритания-Италия, 1973)
- Юрий Визбор (озвучивал Анатолий Соловьёв) («Семнадцать мгновений весны», СССР, 1973)
- Майкл Лонсдейл («Бункер», США, 1981)
- Владимир Богданов («Молох», Россия, 1999)
- Томас Тиме («Бункер», Германия, 2004)
- Юрий Стоянов («Гитлер капут!», Россия, 2008)
- Дипак Гулати («Дорогой друг Гитлер», Индия, 2011)
- Себастьян Тирс (Фюрер и растлитель[нем.], Германия, 2024)